# プブリウス・リキニウス・クラッスス (紀元前171年の執政官)
プブリウス・リキニウス・クラッスス（Publius Licinius Crassus、 生没年不詳）は、紀元前2世紀初頭の共和政ローマの政治家・軍人。紀元前171年に執政官（コンスル）を務めた。

## 出自
クラッススはプレブス（平民）であるリキニウス氏族の出身。リキニウス氏族は早くから護民官を務めており、紀元前367年にガイウス・リキニウス・ストロはリキニウス・セクスティウス法を制定してプレブスにも執政官への道を開いたが、ストロ自身も紀元前364年には氏族最初の執政官に就任している。しかし、その後約1世紀の間、リキニウス氏族は歴史に現れない。おそらく、第一次ポエニ戦争時代のプブリウス・リキニウスという人物の長男プブリウスが、クラッスス（太った人）のアグノーメン（添え名）をつけられ、その後彼の子孫のコグノーメン（第三名、家族名）となった。。
この初代プブリウス・リキニウス・クラッススには二人の息子がおり、一人が紀元前205年の執政官プブリウス・リキニウス・クラッスス・ディウェス、もう一人がガイウスである。本記事のクラッススはこのガイウスの息子である。クラッススの兄弟に紀元前168年の執政官ガイウス・リキニウス・クラッススがおり、姉または妹がプブリウス・ムキウス・スカエウォラの妻となっている。

## 経歴
クラッススが資料に登場するのは紀元前176年にプラエトル（法務官）に就任したときのことである。管轄地域はヒスパニア・キテリオル属州とされたが、クラッススはローマを離れることはできないと宣言した：悪い前兆があるため、ローマに留まり、神々に生け贄を捧げることとしたのだ。結局クラッススは任地に赴ことはなかった。
紀元前171年、クラッススは執政官に就任した。同僚はプレブスのガイウス・カッシウス・ロンギヌスで、前年に続いて両執政官ともプレブスが務めることとなった。この年、第三次マケドニア戦争が始まった。くじ引きの結果、クラッススがこの戦争の指揮をとることとなり、元老院から二個軍団を編成することを命じられた。
軍を編成したクラッススは、ブルンディシウムからアポロニアに渡り、エピルスとアファマニアを経てテッサリアに向かった。そこでギリシア同盟都市とペルガモンの王エウメネス2世の軍も加わった。しかし、カッリキヌスの戦いでローマ人軍は敗北し、2000人以上が戦死するという重大な損失を被った。それにもかかわらず、クラッスススはマケドニア王ペルセウスの講和提案を拒否した：彼はマケドニアの無条件降伏を主張した。その年の冬が来ると、クラッススは、ボイオーティアとテッサリアで軍を冬営させた。クラッススは翌年もプロコンスル（前執政官）としてインペリウム（軍事指揮権）を有し、春になってからいくつかのギリシアの都市を占領し略奪したが、彼の後継者であるアウルス・ホスティリウス・マンキヌスが到着すると指揮権を委譲した。
クラッススに関する資料は紀元前167年のものが最後である。ペルガモン王アッタロス2世とガラティア人との紛争を調停するために、小アジアに派遣された使節にクラックスが選ばれている、クラッススの没年は不明である。

## 子孫
おそらく、クラッススの息子が紀元前127年または126年の法務官マルクス・リキニウス・クラッスス・アゲラストゥスで、孫が紀元前97年の執政官プブリウス・リキニウス・クラッスス、そしてひ孫がグナエウス・ポンペイウス及びガイウス・ユリウス・カエサルと共に第一回三頭政治を行ったマルクス・リキニウス・クラッススである。

## 参考資料

### 古代の資料
- カピトリヌスのファスティ
- ティトゥス・リウィウス『ローマ建国史』
- ポリュビオス『歴史』

### 研究書
- Lyubimova O. Political position of the consul in 97 Publius Licinius Crassus and the fate of his sons // Studia Historica. - 2012. - No. 12 . - S. 84-104 .
- Broughton R. Magistrates of the Roman Republic. - New York, 1951. - Vol. I. - P. 600.
- Münzer F. Licinii Crassi // Paulys Realencyclopädie der classischen Altertumswissenschaft . - 1926. - Bd. XIII, 1. - Kol. 245-250.
- Münzer F. Licinius // Paulys Realencyclopädie der classischen Altertumswissenschaft . - 1926. - Bd. XIII, 1. - Kol. 214-215.
- Münzer F. Licinius 60 // Paulys Realencyclopädie der classischen Altertumswissenschaft . - 1926. - Bd. XIII, 1. - Kol. 286-287.
- Münzer F. Licinius 61 // Paulys Realencyclopädie der classischen Altertumswissenschaft . - 1926. - Bd. XIII, 1. - Kol. 287.